# CooSpace
A CooSpace egy zárt forráskódú, .NET MVC környezetben fejlesztett e-learning keretrendszer. A szoftvert a Dexter Informatikai és Tanácsadó Kft. fejlesztette, első verzióját 2004-ben vezették be.
A fejlesztés eredeti célja az volt, hogy a felsőoktatásban jellemző tanulási-tanítási folyamatok tartalmi támogatására készüljön egy online környezet. A CooSpace így kifejezetten az online, és a tantermi képzés tartalommenedzsment folyamatait és adminisztrációs folyamatait támogatja, ezért ilyen értelemben az LMS (Learning Management System) rendszerek közé tartozik. Kezelőfelülete online, használata az interneten történik, vagyis felhasználói oldalról nem igényel szoftvertelepítést.

## Jellemzők
A CooSpace olyan funkciókkal rendelkezik, amelyek elősegítik az oktatás szereplői között megvalósuló kapcsolattartást, tartalommegosztást, számonkérést és szervezési tevékenységet. A beépített eszközök, amelyekkel egy-egy közösségi színtér feltölthető a CooSpace-ben, többek között az alábbiak:
- tartalommegosztási eszközök: mappák, fájlok, linkgyűjtemények, fogalomtárak;
- kommunikációs eszközök: fórum, hirdetőtábla, blog;
- számonkérési eszközök: gyakorló- és vizsgateszt, feladat feltöltése, kérdőív;
- szervezési eszközök: jelenléti ív, szavazás, brainstorming támogatása.

A CooSpace egy nyitott rendszer, ami azt jelenti, hogy többszintű integrációra képes:
- tartalmi integráció: szabványok támogatása en:SCORM, YouTube videók, Wikipédia szócikkek és Issuu dokumentumok beágyazásának támogatása;
- technológiai integráció: rendszerek között megvalósuló együttműködés – pl. ETR, Neptun (autentikáció, valamint adatforrásként szolgálhat más rendszereknek)
- szervezési integráció: tanfolyamok, kurzusok, képzések felületeinek belső egyesítése; a CooSpace belső eseménynaptár integrálása külső naptárszolgáltatókkal (pl. Microsoft Outlook, Google Calendar), videokonferencia megoldások (pl. BigBlueButton).

## CooSpace rendszert használó intézmények

### Felsőoktatás
- Budapesti Gazdasági Egyetem
- Budapesti Metropolitan Egyetem
- Edutus Főiskola
- Eötvös Loránd Tudományegyetem - Társadalomtudományi Kar
- Pallasz Athéné Egyetem
- Szegedi Tudományegyetem
- Tomori Pál Főiskola

### Vállalati szféra
- Baranya Megyei Kereskedelmi és Iparkamara
- Tranining360 Kft.
- Budapesti Közlekedési Központ (bkkakademia.hu)